# Hans-Waldemar Bublitz
Hans-Waldemar Bublitz (* 12. Oktober 1910 in Neersen; † 1986) war ein deutscher Schauspieler, Autor und Regisseur.

## Leben
Bublitz absolvierte eine Schauspielausbildung an der Schauspielschule des Deutschen Theaters zu Berlin, die er 1931 abschloss. Zum 1. Mai 1933 trat er der NSDAP bei (Mitgliedsnummer 2.850.280).

### Sender „Paul Nipkow“
1935 gehörte Bublitz als Fernsehansager beim Start des ersten öffentlichen Fernsehsenders der Welt, des Senders „Paul Nipkow“ zu den Fernsehpionieren der ersten Stunde. Am 7. November 1936 wirkte er dort als Schauspieler unter der Regie von Willi Bai im ersten deutschen Fernsehspiel, dem Winterhilfssketch Das Schaukelpferd nach Adolf Weber, mit. Im selben Jahr war er bereits zum Leiter vom Dienst im Sender ernannt worden. In dieser Funktion war Bublitz, der ohne journalistische Ausbildung aus dem Programmbetrieb des Senders hervorgegangen war, auch verantwortlich für die aktuelle politische Berichterstattung der Sendung Zeitdienst. Ab 1939 leistete Bublitz Kriegsdienst.

### Regisseur beim NWDR und SFB
Nach der Rückkehr aus der Kriegsgefangenschaft 1947 spielte er zunächst in Berlin Theater, ehe er 1951 zum Ensemble der NWDR in Berlin stieß. 1955 wechselte er zum SFB, wo er bis zu seinem Ruhestand 1975 als festangestellter Regisseur, ab 1962 auch als Redakteur arbeitete. In seiner Tätigkeit als Regisseur inszenierte Bublitz ausschließlich für NWDR bzw. SFB Fernsehspiele, Adaptionen von Bühnenstücken und Hörspiele. Auch bei der  Produktion des ersten sogenannten „Mitmach-Krimi“ des NWDR, Kurt Paqués Fall Sieveking, führte Bublitz am 15. Oktober 1953 Regie.

## Filmographie (Auswahl)

### Regie
- 1953 Johannes Kreisler, des Kapellmeisters musikalische Leiden.
- 1953 Lied der Taube
- 1953 Der Fall Sieveking
- 1953 Geliebter Schatten
- 1953 Signale aus dem Äther
- 1953 Weihnachten bei Buchholzens
- 1953: Lied der Taube
- 1953 Johannes Kreisler, des Kapellmeisters musikalische Leiden
- 1954 Mädchen mit dem Brokatmantel
- 1954 Sie kommen immer in der Nacht
- 1954: Türen, Türen, Türen
- 1954: Premiere im Metropol
- 1954 Streit um Percy
- 1955: Zwischen Erde und Himmel
- 1955: Von zwölf bis zwölf
- 1955 Peter Schlemihl
- 1956: Der Prozeß Mary Dugan
- 1956 Der Prozeß Mary Dugan
- 1957: Diebelei
- 1957 Kopf oder Zahl
- 1957: Der Verdammte
- 1957 Marguerite durch drei
- 1958: Drei Orangen
- 1961: Vom Wunder der Pflanze
- 1961: Galvanik
- 1965: Strahlenwirkung – Strahlenschutz

### Drehbuch
- 1953 Geliebter Schatten
- 1956 Der Prozeß Mary Dugan